# Valforêt
Valforêt község Franciaország Burgundia-Franche-Comté régiójában, Côte-d’Or megyében. Új községként 2019. január 1-jén jött létre Clémencey és Quemigny-Poisot község egyesítésével. A korábbi községek egyesülésekor az új község lélekszáma 332 fő lett. Lakosainak száma 322 fő (2022. január 1.).

## Népesség
| Lakosok száma | 320  | 313  | 306  | 313  | 312  | 322  |
|               | 2017 | 2018 | 2019 | 2020 | 2021 | 2022 |